# Pomnik Kasi z Heilbronnu w Słubicach
Pomnik Kasi z Heilbronnu w Słubicach – pomnik na Placu Wolności w Słubicach, odsłonięty 6 czerwca 2008, w 10. rocznicę podpisania umowy partnerskiej między Słubicami i Heilbronnem.
W uroczystości wzięli udział przedstawiciele powiatu słubickiego, przedstawiciele gminy Słubice oraz delegacja z Heilbronnu.
„Kasia z Heilbronnu” (niem. Kätchen von Heilbronn) to literacka postać z dramatu niemieckiego pisarza romantycznego Heinricha von Kleista Kasia z Heilbronnu, czyli próba ognia i jeden z symboli Heilbronn – miasta partnerskiego Słubic.
Kasia z Heilbronnu ubrana jest w przewiewną sukienkę na ramiączkach, w lewej ręce trzyma kapelusz z kokardą a prawą ręką odgarnia włosy.
Pomnik został zaprojektowany przez artystę plastyka Mirosława Górskiego i wykonany na zlecenie gminy Słubice przez firmę Malpol z Nowej Soli.